# 九支十仔
九支十仔，是流傳於台灣的四色牌遊戲。

## 名稱

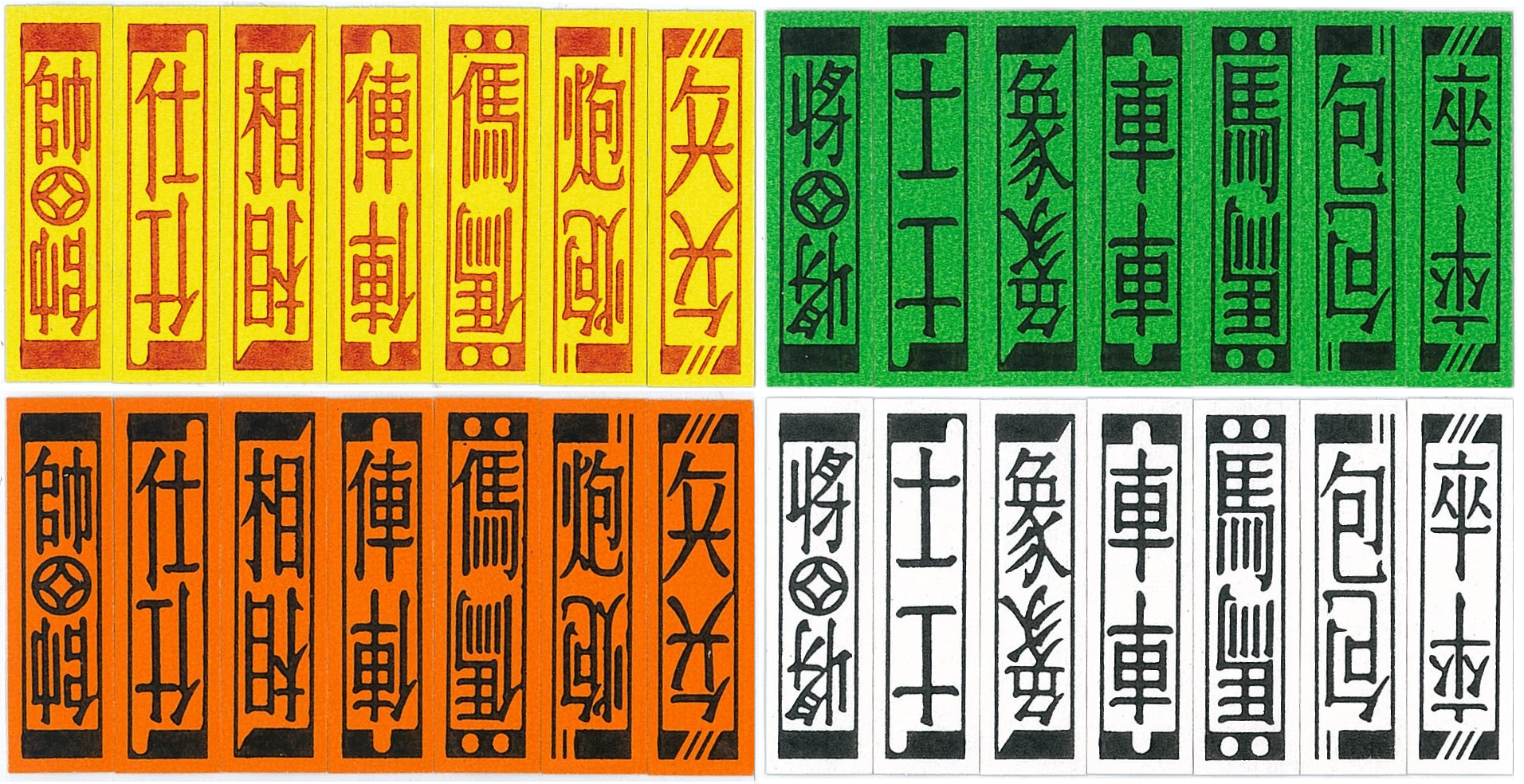
台灣四色牌

此四色牌遊戲或稱為「九支十」。

## 牌規

### 流程
四人遊戲。摸牌前，決定胡牌後是否要抽五隻。莊家摸十張，其它家摸九張。行牌類似麻將，但只有吃。摸牌需公布，如不能吃就需打出。能組成對子時，才能可吃牌，自摸者優先。組成至少十對為胡牌。

### 牌值
胡數稱為頭。胡牌者摸剩餘五張，若一張與胡牌相同即得1頭，最多可到5頭。不足五張，剩幾張抽幾張。牌型無兵卒、或將帥，各得1頭。胡牌時若手牌有三張相同，稱為為胡開，得5頭。